# Ландшафтний парк Долина Слупі
Долина Слупі (пол. Dolina Słupi) — природоохоронна територія у Польщі, ландшафтний парк, розташований в околицях міста Слупськ у Поморському воєводстві. Площа парку складає 370,40 км², а його буферна зона охоплює 831,70 км².

## Історія
Парк був створений у 1981 році для захисту особливо цінних ландшафтів у долині річки Слупя та навколишніх моренових пагорбів. Листяні та мішані ліси становлять понад 70 % площі Парку. У невеликих селах тієї місцевості збереглись пам'ятки архітектури, переважно релігійні, а також палацово-паркові комплекси. Парк входить до складу мережі природоохоронних територій ЄС Natura 2000.

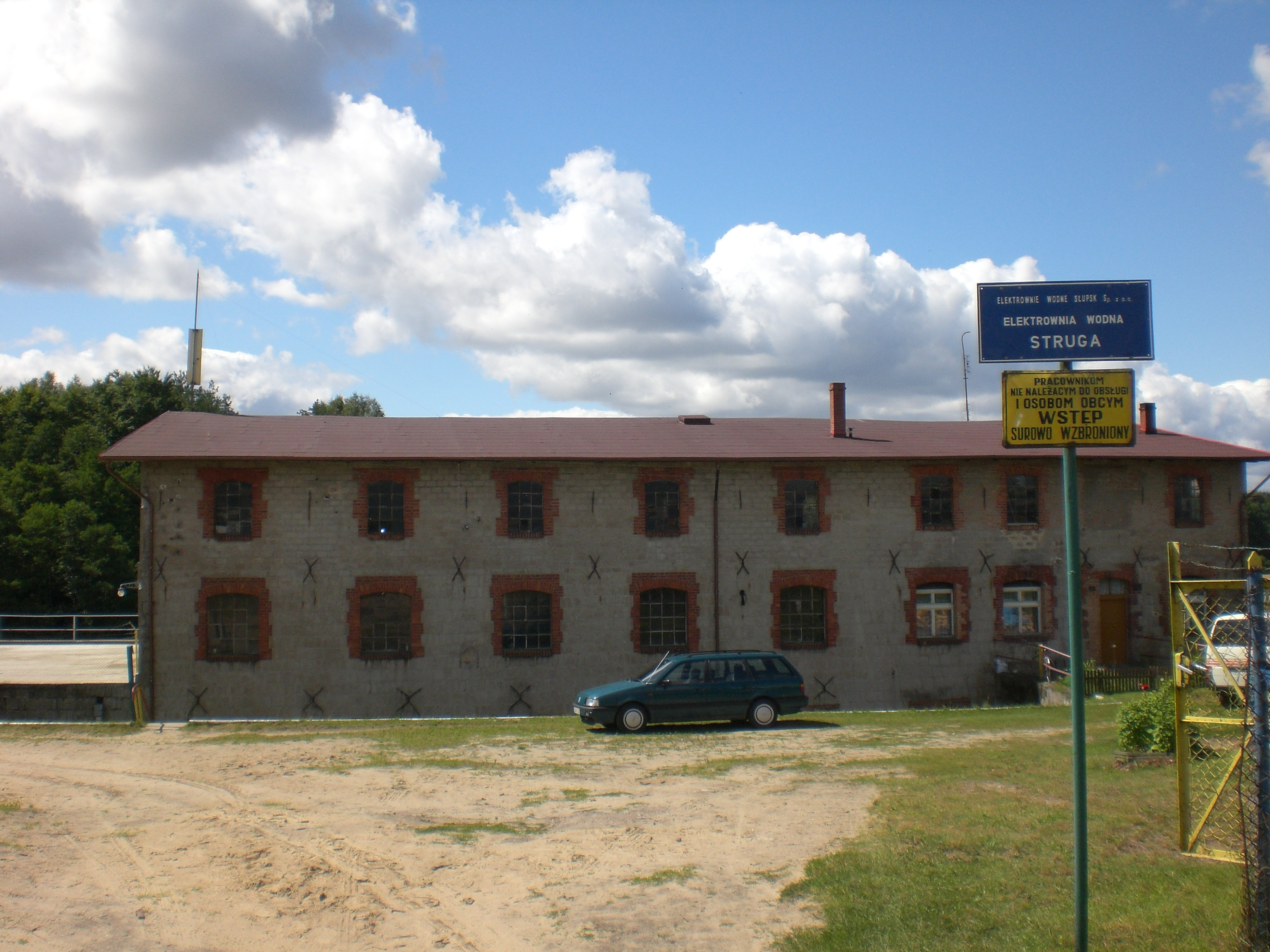
Гідроелектростанція в парку

У парку розташовані три з чотирьох електростанцій, що складають енергетичну систему Słupi, створену у 1904—1925 роках. Є також місця зростання рідкісних рослин та місця гніздування птахів, що потребують охорони, в тому числі орлана-білохвоста. 2003 року там проживало щонайменше одне сімейство вовків, а до 1900 року зустрічали ведмедів.

## Розташування
Парк розташований в західній частині Поморського воєводства і охоплює 3 гміни Слупського повіту (Кобильниця, Дембниця-Кашубська та Слупськ) і 4 гміни Битівського повіту (Чарна Домбрувка, Божитухом, Колчиґлови, Битів). Він знаходиться у середній та нижній течії річки Слупя та її басейну від села Сошиця до муніципальної дороги Клепа Слупська — Лосіно. За 4 км на північ від парку знаходиться колишнє провінційне місто Слупськ. На північному кордоні розташоване велике комунне село Дембниця-Кашубська. У межах парку є два комунальні села: Колчиґлови та Божитухом.

## Фізико-географічні умови
Рельєф Парку утворився внаслідок останнього зледеніння на території сучасної Польщі. Переважають хвилясті поверхні моренних плато, що перетинаються річковими долинами та мережею жолобів, в яких утворились озера. Вісь парку — долина річки Слупя, окремі ділянки якої різняться від широкого, рівного русла, до непроривних, вузьких фрагментів з гірським характером течії.

## Рослинність
В парку зростає 476 видів судинних рослин, з них 24 види підлягають цілковитій та 9 — частковій охороні. Серед рідкісних рослин — зозульки фукса, зозульки травневі, зозулині сльози яйцеподібні, вовчі ягоди звичайні.
Водно-болотна рослинність озер і торфовищ представлена такими видами: lobelia dortmanna, littorella uniflora, глечики жовті, пухирник звичайний, латаття біле, шейхцерія болотна, журавлина болотна, росичка круглолиста, росичка англійська, пухівка вузьколиста, пухівка піхвова та ін.
Лісистість Парку становить 72 % його площі. Найпоширенішими є листяні букові та дубово-грабові, а також мішані ліси. Інші деревні та чагарникові породи: вільха чорна, береза повисла, ясен звичайний, черемха звичайна, горобина звичайна, смородина чорна, калина звичайна, крушина ламка. Тут у трав'яному покриві зростають: гніздівка звичайна, чаполоч південна, хвощ великий, плющ звичайний, багатоніжка звичайна, конвалія звичайна, підмаренник запашний, печіночниця звичайна, зірочник гайовий, паслін солодко-гіркий, відьмине зілля низьке, жеруха гірка, жовтяниця черговолиста, жовтець вовнистий, кропива дводомна, м'ята водяна.
У заболочених місцевостях зростають хвойні ліси, де домінує сосна звичайна, також трапляються ялина європейська, псевдотсуга, ялиця біла, сосна Веймута, сосна жорстка. У підліску тут трапляються ялівець звичайний, сфагнум, багно звичайне, плаун колючий, гудієра повзуча, водянка чорна, чорниця, плаун булавовидний, тощо. Хвойні ліси Парку різноманітні за віком, але в більшості випадків він не перевищує 120 років. Найдавніші насадження, вік яких оцінюється в 160 років знайдено в районі села Ютшенка. 
Відповідно до  Директиви 92/43/ЄС «Про збереження природних оселищ та видів природної фауни і флори» у Парку охороняються такі види оселищ:
| Код  | Тип оселища | Площа, га |
| ---- | --- | --------- |
| 3110 | Оліготрофні водойми з незначним вмістом мінеральних речовин на піщаних рівнинах (Littorelletalia uniflorae)     | 67        |
| 3140 | Оліго-мезотрофні водойми з твердою (жорсткою) водою і бентосною рослинністю Chara spp.                          | 0.89      |
| 3150 | Природні евтрофні озера з рослинністю типу Magnopotamion або Hydrocharition                                     | 31.25     |
| 3160 | Природні дистрофні озера та стави                                                                               | 25.57     |
| 3260 | Водотоки від рівнинних до монтанних поясів з рослинністю Ranunculion fluitantis та Callitricho-Batrachion       | 342.27    |
| 6120 | Трав'яні угруповання на сухих карбонатних пісках                                                                | 2.39      |
| 6430 | Гідрофільні прибережні зарості високотравних угруповань рівнин і від монтанного до альпійського висотних поясів | 46.45     |
| 6510 | Низинні викошувані луки (Alopecurus pratensis, Sanguisorba officinalis)                                         | 127.87    |
| 7110 | Активні верхові (оліготрофні) болота                                                                            | 12.46     |
| 7120 | Деградовані верхові (оліготрофні) болота, які ще здатні до природного відновлення                               | 5.55      |
| 7140 | Перехідні трясовини та сплавини                                                                                 | 44.98     |
| 7150 | Западини на торф'яних субстратах з Rhynchosporion                                                               | 1.3       |
| 7230 | Лужні низинні болота                                                                                            | 24.65     |
| 9110 | Букові ліси Luzulo-Fagetum                                                                                      | 84.66     |
| 9130 | Букові ліси Asperulo-Fagetum                                                                                    | 333.13    |
| 9160 | Субатлантичні та середньоєвропейські дубові або дубово-грабові ліси Carpinion betuli                            | 52.7      |
| 9170 | Дубово-грабові ліси Galio-Carpinetum                                                                            | 12.98     |
| 9190 | Старовікові ацидофільні дубові ліси з Quercus robur на піщаних рівнинах                                         | 7.59      |
| 91D0 | Заболочені ліси                                                                                                 | 28.55     |
| 91E0 | Заплавні ліси з Alnus glutinosa та Fraxinus excelsior (Alno-Padion, Alnion incanae, Salicion albae)             | 191.42    |

## Тваринний світ
У парку охороняються види тварин, вкючені до  Директиви 92/43/ЄС «Про збереження природних оселищ та видів природної фауни і флори»:
- молюски: перлівниця товста, равлик-завиток лівозакручений, закрутка карликовата;
- комахи: бабка болотна, дукачик непарний, офіогомфус Цецилія;
- риби: щипавка звичайна, бабець європейський, мінога річкова, мінога струмкова, гірчак європейський, лосось атлантичний;
- земноводні: кумка червоночерева, тритон гребінчастий;
- рептилії: болотна черепаха європейська;
- ссавці: широковух звичайний, бобер європейський, видра річкова.

Територія парку є місцем мешкання, розмноження та відпочинку під час міграцій для видів птахів, що перебувають під охороною Директиви 2009/147/ЄС про захист диких птахів: набережник, сич волохатий, рибалочка блакитний, підорлик малий, чернь чубата, пугач звичайний, гоголь, дрімлюга, лелека білий, лелека чорний, лунь очеретяний, деркач, лебідь-кликун, дятел середній, жовна чорна, мухоловка мала, сичик-горобець, журавель сірий, сорокопуд терновий, жайворонок лісовий, крех великий, шуліка рудий, плиска гірська, осоїд, пірникоза велика, коловодник лісовий.